# چشمه بابااحمد
 چشمه بابا احمد چشمه‌ای در در دهستان چشمه لنگان روستای سرداب علیاء از توابع شهرستان فریدون‌شهر استان اصفهان است.
سراب بابا احمد در فاصله ۱۸ کیلومتری مرکز شهرستان و در نزدیکی روستای سرداب سفلی قرار دارد. این سراب دارای چشمه‌ای زیبا و مناظری دل‌انگیز است. سکوهای نشیمن وسرویس‌های بهداشتی از امکانات این تفرجگاه است.